# Commissione della statistica federale
La Commissione della statistica federale (in lingua tedesca Kommission für die Bundesstatistik; in lingua francese Commission de la statistique fédérale) è un organo consultivo al servizio del Consiglio federale, dell'Ufficio federale di statistica e degli altri produttori di statistiche della Svizzera. Istituita il 10 novembre 1993 dal Consiglio federale con la nomina dei suoi membri, la Commissione è composta da rappresentanti di alto rango dei Cantoni, dei Comuni, degli ambienti scientifici ed economici, delle parti sociali, della Banca nazionale svizzera e dell'Amministrazione federale. Le sue basi giuridiche sono costituite dalla legge del 9 ottobre 1992 sulla statistica federale (LStat) e dall'ordinanza del 30 giugno 1993 sull'esecuzione di rilevazioni statistiche federali.
La Commissione della statistica federale è subordinata sul piano amministrativo al Dipartimento federale dell'interno. È presieduta da un o una rappresentante degli ambienti scientifici e si riunisce di norma tre volte all'anno.

## Compiti della Commissione della statistica federale
Uno dei compiti principali della Commissione della statistica federale è quello di aggiornare e verificare il programma pluriennale della statistica federale. Inoltre deve redigere annualmente un rapporto sullo stato e gli sviluppi della statistica federale all'attenzione del Consiglio federale.
Tra gli altri compiti ci sono l'approvazione delle raccomandazioni e direttive emanate dall'UST e la valutazione di progetti relativi all'introduzione, alla soppressione o alla modifica di statistiche di rilievo e riguardanti importanti progetti intersettoriali.
Infine è responsabile di promuovere la cooperazione e il coordinamento tra i vari produttori di statistiche ufficiali, nonché valutare la politica di diffusione dell'informazione statistica.
In termini generali, il ruolo della Commissione della statistica federale consiste nel vigilare sulla rispondenza della statistica ufficiale alle esigenze di una società democratica e nel contribuire alla stima delle esigenze future in materia d'informazione statistica.

### Programma pluriennale della statistica federale
L'Ufficio federale di statistica allestisce, in collaborazione con gli altri servizi statistici della Confederazione e dopo aver consultato gli ambienti interessati, un programma pluriennale delle attività statistiche federali per ogni legislatura. Il programma pluriennale si basa sulla legge sulla statistica federale e contribuisce a una pianificazione completa e trasparente della statistica federale. Esso fornisce informazioni sui principali lavori della statistica federale, sugli oneri per la Confederazione in termini di risorse finanziarie e umane e sulla cooperazione internazionale prevista. Inoltre dà al Parlamento la possibilità di verificare se i lavori statistici pianificati sono in linea con i propri obiettivi politici e di esprimersi in merito.